# 奧塔維奧·法爾內塞
奧塔維奧·法爾內塞（義大利語：Ottavio Farnese，1524年10月9日—1586年9月18日），帕爾馬公爵，1547年至1586年在位。

## 家庭
1538年，奧塔維奧與神聖羅馬皇帝查理五世的私生女瑪格麗特結婚，兩人共有兩個兒子：
1. 卡洛（1545年—1545年），夭折
2. 亞歷桑德羅（1545年—1592年），帕爾馬公爵